# Droga wojewódzka 125
Die Droga wojewódzka 125 (DW 125) ist eine Woiwodschaftsstraße in Polen, die das angrenzende Dorf Bielinek und das Dorf Wierzchlas verbindet. Die Gesamtlänge beträgt 34 Kilometer.
Die Straße führt durch die Woiwodschaft Westpommern und den Kreis Greifenhagen.